# الدوري النرويجي الدرجة الأولى
الدوري النرويجي الدرجة الأولى هو ثاني أعلى مستوى في نظام الدوري النرويجي لكرة القدم. كل عام، يتم ترقية أفضل الفرق الدوري إلى الدوري النرويجي الممتاز، ويتم تهبيط الفرق الأقل في الترتيب إلى الدوري النرويجي الدرجة الثانية.

## وصلات خارجية
- الموقع الرسمي
- 1.division summary(SOCCERWAY)
- 1. Division 2015 season results, fixtures and league table at Soccerway
- First division 2015 by round/date, at RSSSF